# واریری
واریری (به اسپانیایی: Wariri) یک کوه در پرو است که در Peru, Tacna Region, Tarata Province واقع شده‌است. واریری ۴٬۸۰۰ متر بالاتر از سطح دریا واقع شده‌است.